# Universidad Técnica de Viena

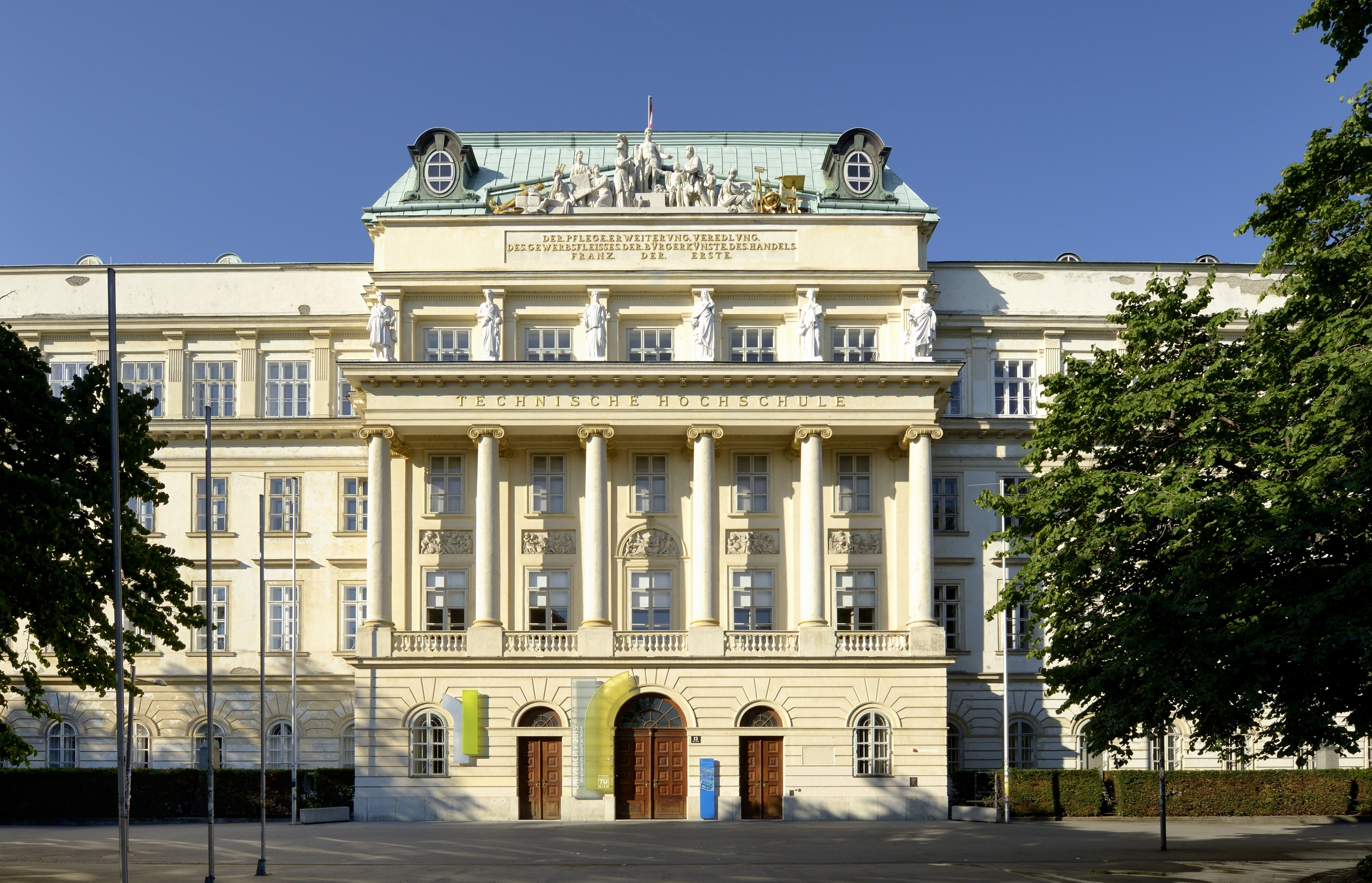
Fachada de la Universidad.

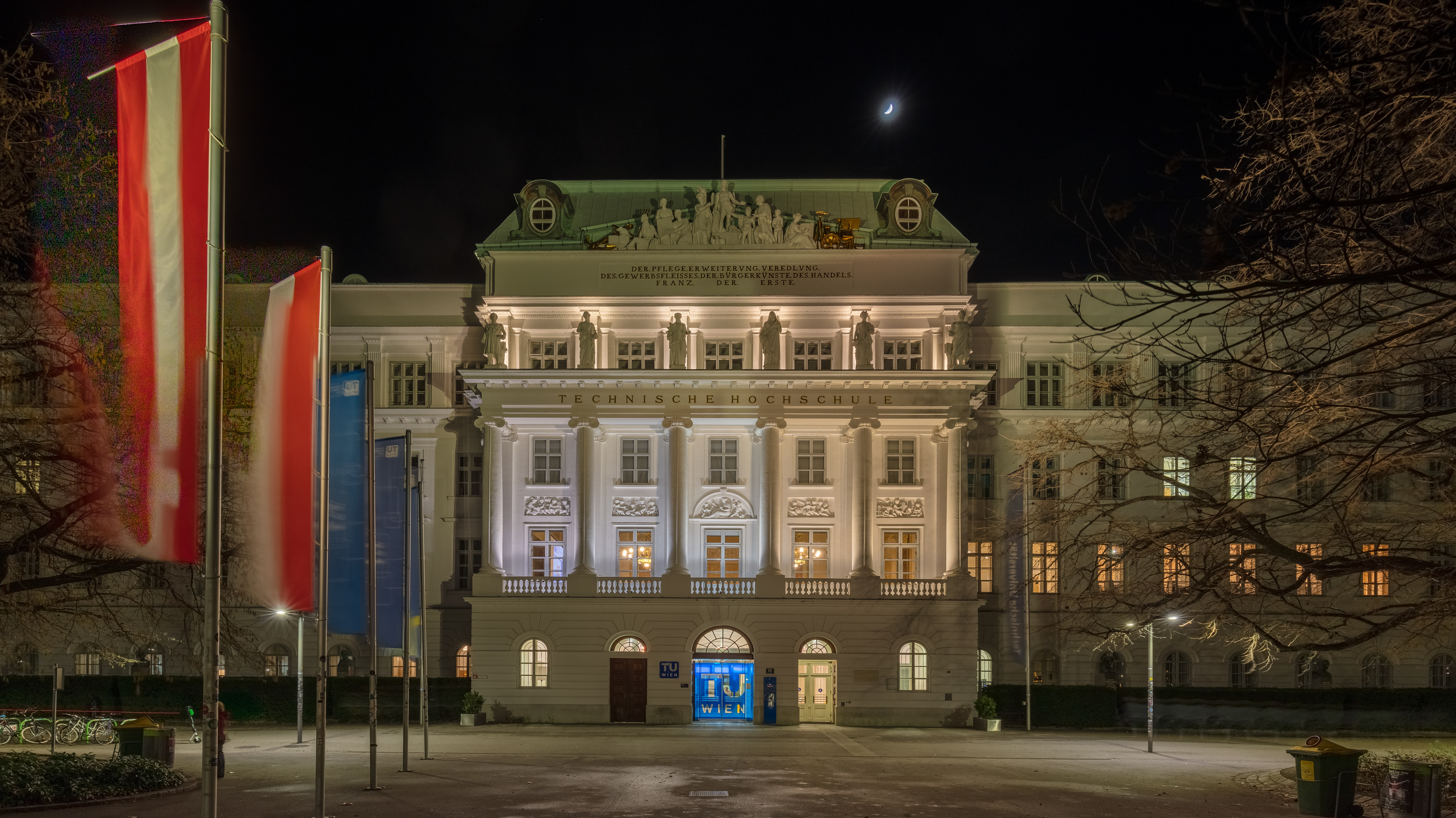
Vista nocturna.

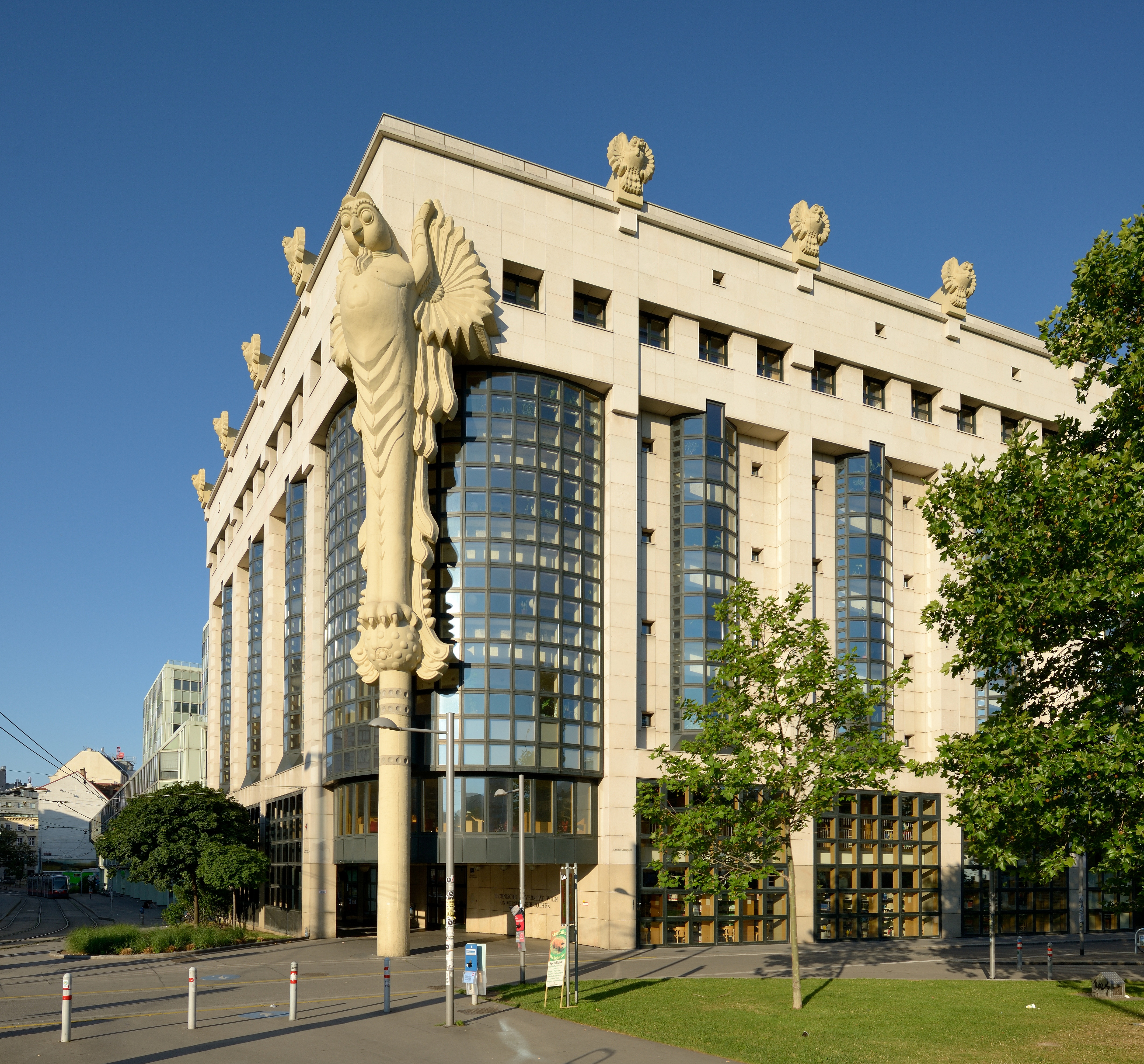
Biblioteca de la universidad.

La Universidad Técnica de Viena (en alemán: Technische Universität Wien), también conocida como TU Wien, es una de las mayores universidades de Viena, en Austria. La institución fue fundada en el año 1815 como "Instituto Politécnico Real e Imperial", tiene actualmente cerca de unos 26.200 estudiantes (19% extranjeros, siendo un 30% mujeres), 8 facultades y cerca de unos 4 mil funcionarios, de estos unos 1800 son profesores. La universidad está focalizada en la enseñanza y la investigación dentro del ámbito de la ingeniería y las ciencias naturales.

## Profesores yalumnidestacados
- Siegfried Becher (1806 - 1873), profesor de economía.
- Paul Eisler (1907 - 1992), inventor del circuito impreso.
- Hugo Ehrlich (1879 - 1936), arquitecto de Croacia.
- Tillman Gerngross, profesor de ingeniería de la Facultad de Dartmouth, empresario y bioingeniero, fundador de la GlycoFi y de la Adimab.
- Adolph Giesl-Gieslingen (1903 - 1992), ingeniero y proyectista en locomotoras en Austria.
- Karl Gölsdorf (1861 - 1916), ingeniero y proyectista en locomotoras en Austria.
- Viktor Kaplan (1900), inventor de la turbina Kaplan.
- Milutin Milankovitch (1879 – 1958), geofísico e ingeniero civil.
- Yordan Milanov (1867 - 1932), arquitecto de Bulgaria.
- Hubert Petschnigg (1913 - 1997), arquitecto (completó sus estudios en la Universidad Técnica de Graz).
- Zvonimir Richtmann (1901 - 1941), físico, filósofo y político judío de Croacia.
- Irfan Skiljan, autor del software IrfanView.
- Gottfried Ungerboeck (1940), inventor de la modulación trellis, fellow de la IBM.
- Heinz Zemanek (1920), pioneiro de la computación en Austria.
- Keivan Ghaffari (1962), ingeniero electrónico de Iran.
- Wolfgang Winter, ingeniero y arquitecto, referente de construcciones sustentables en Europa Austria.
- Karl Zsigmondy